# Arthur Ernest Percival
Arthur Ernest Percival (ur. 26 grudnia 1887 w Aspenden, zm. 31 stycznia 1966 w Londynie) – brytyjski wojskowy, generał porucznik, żołnierz obu wojen światowych.
Podczas I wojny światowej walczył na froncie zachodnim jako oficer piechoty. Po zawieszeniu broni zgłosił się na ochotnika do wojsk interwencyjnych walczących po stronie Białych w rosyjskiej wojnie domowej. Następnie uczestniczył w tłumieniu niepodległościowej partyzantki irlandzkiej. Kontynuował karierę wojskową przez cały okres międzywojenny.
Podczas II wojny światowej dowodził wojskami Wspólnoty Brytyjskiej na Półwyspie Malajskim, podczas walk o Malaje oraz bitwy o Singapur. 15 lutego 1942 roku na jego rozkaz 130 tysięcy Brytyjczyków, Hindusów i Australijczyków poddało się przed zaledwie 30 tysiącami japońskich żołnierzy gen. Yamashity, co było największą kapitulacją wojsk brytyjskich w dziejach.
Po zwolnieniu z niewoli jako świadek brał udział w podpisaniu aktu kapitulacji Japonii. Okryty hańbą odszedł ze służby w 1946 roku.

## Odznaczenia
- Kawaler Orderu Łaźni
- Oficer Orderu Imperium Brytyjskiego
- Order Wybitnej Służby (dwukrotnie)[5]
- Krzyż Wojskowy[5]
- Krzyż Wojenny (Francja)[5]